# Gemini (группа, Венгрия)
Gemini (рус. Гемини) — известная венгерская рок-группа 70-х.

## История
Основателем группы был бас-гитарист Габор Варсеги (Várszegi Gábor). В 1965 году он смог собрать команду единомышленников, в которую вошли также барабанщик Дьюла Бардоци (Bardóczi Gyula), гитарист Габор Пустаи и клавишник Дьёрдь Балаж Сабо, последний был их вокалистом. В то время в Будапеште на улице Зриньи располагался, как его назвали бы в СССР, Дом культуры офицеров. Внутри этого ДК мэтр венгерской эстрады Ласло Туран основал рок-клуб VOLÁN («Колесо»), пристанище молодёжной неформальной культуры, и танцплощадку Citadella. Группа «Gemini» выступала в этом клубе два раза в неделю, потом играла в другом клубе «Gumigyár» и в ДК транспортной компании Volánbus. Сначала парни исполняли зарубежные рок-хиты, но в конце 60-х начали сочинять собственные произведения. С 1972 года группа «Gemini» регулярно выпускала синглы, некоторые из которых были даже переизданы в СССР фирмой «Мелодия», а в 1976 году записала свой первый и единственный альбом. В 1973 году совместно с Жужей Конц группа выступала с концертной программой «A Fekete Tó Balladája» («Баллада Чёрного Озера»), автором которой были композитор Андраш Бадя и поэтесса Эрика Хусар. В 1975 году их вторым мюзиклом стал «Holnaptól nem szeretlek» («Начиная с завтра я тебя не люблю»). Также «Gemini» 6 раз принимали участие в венгерском радио-конкурсе «A Tessék választani!», 1 раз в радио-конкурсе «Made in Hungary» и 2 раза в телевизионном «Táncdalfesztivál».
Состав группы несколько раз менялся. С 1969 по 1972 год гитаристом «Gemini» был Золтан Кекеш, ушедший затем в группу «Juventus». В том же 1969 году к коллективу присоединился органист Андраш Марко, пробывший в «Gemini» до 1977 года. С 1970 по 1972 год вторым гитаристом был легендарный Иван Руснак, бывший участник «Memphis» и будущий создатель популярной венгерской группы «M7». В 1972 году в «Gemini» из группы «Volán», созданной при клубе «Колесо», перешли клавишник Имре Папп и гитарист Ласло Барански, которые стали постоянными участниками коллектива, а Имре Папп — основным вокалистом. В 1975 году к ним присоединился второй бас-гитарист Габор Хейлиг из группы «Apostol», который до 1973 года тоже был участником «Volán». В этом составе группа записала свои лучшие композиции, ставшие хитами: «Mosolyogj Ha Elém Állsz» («Улыбайся, если стоишь передо мной», 1976, №7 в годовом Slágerlistá TOP20), «Ha Eladod A Szíved» («Если ты продашь сердце», 1976, №12), «Álomvonat» («Поезд мечты», 1977, №9), «Várok Rád» («Я жду тебя», 1975), «Énekelj!» («Пой!», 1975, №7) и «Csavargóének» («Песня бродяги», 1975, №15). В этот период музыканты «Gemini» очень близко подошли в своём творчестве к поп-музыке и активно использовали приёмы зарубежных поп-групп («ABBA» и других). Из-за этого главное венгерское музыкальное рок-обозрение Pop-Meccs назвало «Gemini» «разочарованием 1976 года».
В 1978 году состав «Gemini» кардинально обновился: барабанщик Дьюла Бардоци перешёл в группу «Kati és a kerek perec», гитарист Ласло Барански — в «Apostol», ушли также Габор Пустаи, Дьёрдь Балаж Сабо и Габор Хейлиг. Новым барабанщиком стал Габор Давид, гитаристом — Эдит Сигети, а бас-гитаристом — Габор Альберт. В этом составе группа просуществовала до 1981 года, после чего объявила о своём распаде.

## Синглы
- 1972 — Nem nyugszik a szívem / Aki soha nem próbálta
- 1972 — Lívia (вторая сторона: исполнитель Victor Máté «Szólj a fűre, fákra»)
- 1973 — Vándorlás a hosszú úton / Neked csak egy idegen
- 1973 — Ki mondja meg (вторая сторона: группа Syconor «Kék égből szőtt szerelem»)
- 1975 — Ez a dal lesz az üzenet (вторая сторона: группа Apostol «Gyere, gyere, gyorsan»)
- 1975 — Rock and Roll / Hogyha újból gyerek lennék
- 1977 — Álomvonat (вторая сторона: группа Illés «Hogyha egyszer»)
- 1980 — Félek (вторая сторона: группа M7 «Mondd meg bátran»)

## Альбом «I» (1976)
1. Repülő Zenekar
2. Hajnalodik
3. Hallgasd Meg Álmaim Dalát
4. Énekelj!
5. Csavargóének
6. Semmi Sem Tart Örökké
7. Ha Eladod A Szíved
8. Mosolyogj Ha Elém Állsz
9. Keresem Az Álmaim
10. Légy Enyém
11. Ne Add Fel!
12. Ne Felejts El Emlékezni Arra